# 加拿大鉤杜父魚
加拿大鉤杜父魚為輻鰭魚綱鮋形目杜父魚亞目杜父魚科的其中一種，為溫帶海水魚，分布於西北大西洋加拿大拉布拉多半島、格陵蘭至美國麻州科德角海域，棲息深度13-598公尺，體長可達10公分，棲息在砂泥底質底層水域，以底棲無脊椎動物為食，生活習性不明。

## 外部連結
- 維基物種上的相關：加拿大鉤杜父魚